# Peto, Brassey and Betts
Peto, Brassey and Betts var et engelsk entreprenørkonsortium, som anlagde de første jernbanestrækninger i Jylland. Aktiviteterne i Danmark blev varetaget af Morton Peto, der kom med en række forslag og initiativer til anlæg af jernbaner. I 1866 gik Morton Peto og Edward Betts  i betalingsstandsning, og de sidste danske aktiviteter blev finansieret og udført af Thomas Brassey.
I hertugdømmet Slesvig åbnede konsortiet i 1859 strækningen Flensborg-Tønning med sidebane til Rendsborg på en koncession fra 27. maj 1852. I februar 1859 fik konsortiet koncession på en jernbane Århus-Langå-Randers med sidebane Langå-Struer. Byggearbejdet gik i gang i efteråret 1859. Statens aftale med konsortiet blev ændret 18. december 1860 og lovfæstet 10. marts 1861. Staten sikrede sig at kunne overtage de strækninger, konsortiet havde koncession på, og konsortiet kunne til gengæld anlægge flere strækninger i Jylland og på Fyn.

## Slesvig
1. maj 1862 fik konsortiet koncession på længdebanen Flensborg-Padborg-Fredericia med sidebaner til Haderslev, Aabenraa og Tønder. Anlægget blev stoppet af krigen i 1864, men genoptaget i 1865, og længdebanens to dele, der nu lå i to forskellige lande med Vamdrup som grænsestation, blev indviet 1. november 1866.
I 1865 blev strækningerne i hertugdømmet Slesvig solgt til bankierkonsortiet Erlanger & Sohn, og driftsaktiviteterne blev overført til selskabet Schleswigsche Eisenbahn Gesellschaft. Det blev i 1870 indlemmet i Altona-Kieler Eisenbahn-Gesellschaft.

## Nørrejylland og Fyn
Til drift af de tilbageværende danske strækninger stiftede konsortiet Det Danske Jernbanedriftselskab. Det blev 1. september 1867 overtaget af staten, som overførte aktiviteterne til de Jysk-Fyenske Jernbaner. Dette selskab skiftede i 1874 navn til De Danske Statsbaner i Jylland-Fyn og blev forløberen til DSB, der blev stiftet i 1885 efter at staten i 1880 også havde overtaget Det Sjællandske Jernbaneselskab.

## Strækninger i Danmark
Peto, Brassey and Betts anlagde følgende jernbanestrækninger i det nuværende Danmark:
- Århus-Langå-Randers, åbnet 2. september 1862
- Langå-Viborg, åbnet 21. juli 1863
- Padborg-Vojens, åbnet 1. oktober 1864
- Viborg-Skive, åbnet 17. oktober 1864
- Nyborg-Middelfart, åbnet 8. september 1865
- Skive-Struer, åbnet 17. november 1865
- Vojens-Haderslev, åbnet 2. maj 1866
- Struer-Holstebro, åbnet 1. november 1866
- Fredericia-Vamdrup, åbnet 1. november 1866
- Vojens-Vamdrup, åbnet 1. november 1866
- Tønder-Tinglev, åbnet 26. juni 1867
- Rødekro-Aabenraa, åbnet 12. september 1868
- Fredericia-Århus, åbnet 4. oktober 1868
- Randers-Aalborg, åbnet 18. september 1869.